# توموكو هوشينو
توموكو هوشينو (بالكانا:ほしの ともこ) هي ممثلة يابانية، ولدت في 3 أكتوبر 1957 في اليابان.

## وصلات خارجية
- توموكو هوشينو على موقع IMDb (الإنجليزية)
- توموكو هوشينو على موقع ألو سيني (الفرنسية)
- توموكو هوشينو على موقع أول موفي (الإنجليزية)
- توموكو هوشينو على موقع قاعدة بيانات الفيلم (الإنجليزية)
- توموكو هوشينو على موقع كينوبويسك (الروسية)